# Nationaal park Baluran
Nationaal park Baluran is een park in Indonesië. Het ligt in de provincie Oost-Java op het eiland Java.